# Битва при Гравье

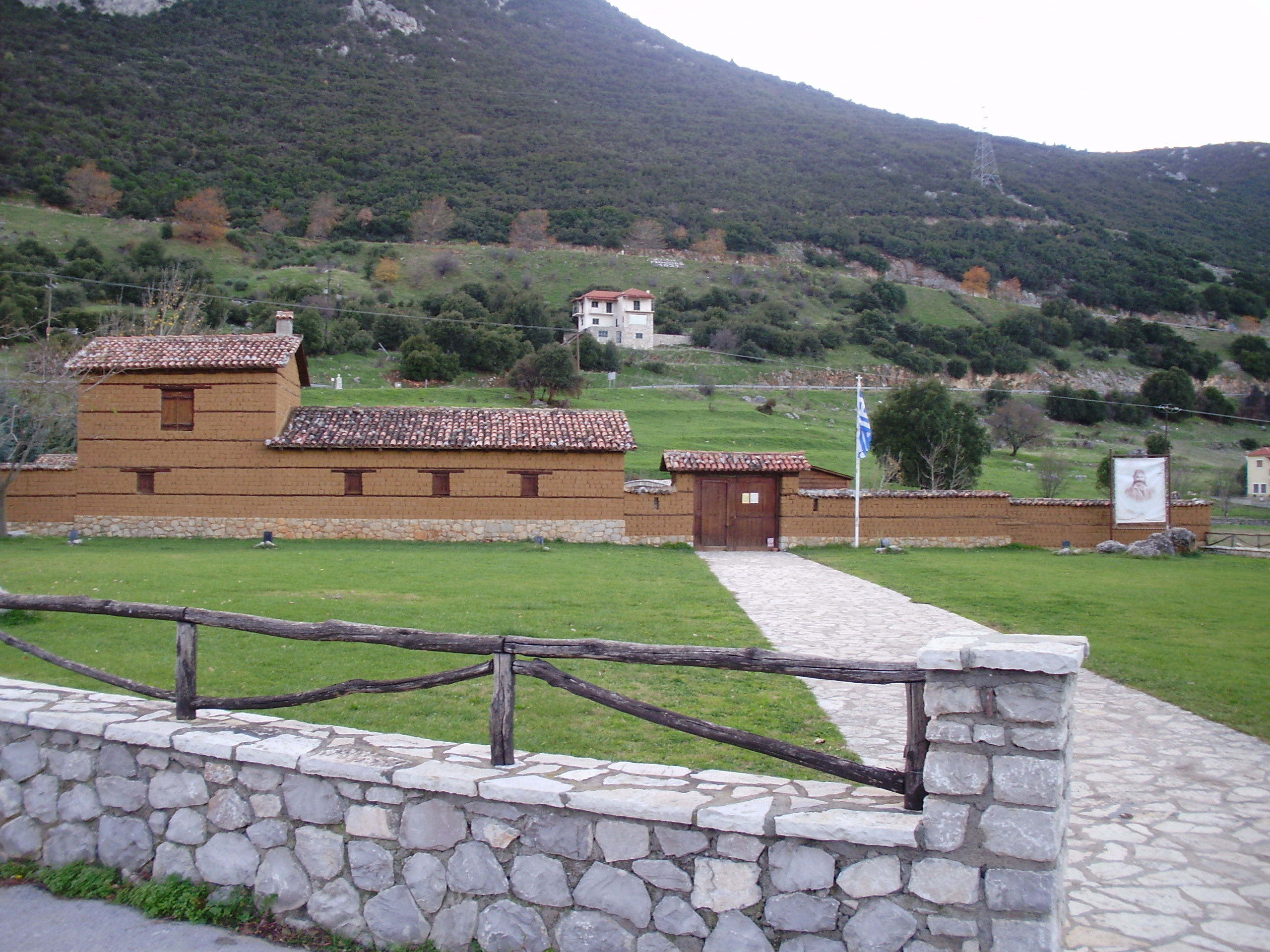
Постоялый двор Гравья. Реконструкция

Битва при Гравье или Бой за постоялый двор Гравья (греч. Μάχη στο Χάνι της Γραβιάς) — одно из столкновений Освободительной войны Греции 1821—1829 гг., во время которого 120 греческих повстанцев сразились с 9-тысячной османской армией.

## После Аламаны.Одиссей Андруцос
После Аламаны (Битва при Аламане) Киосе Мехмет и Омер Вриони считали, что нет более препятствий на их пути к полуострову Пелопоннес. Они решили пройти через город Амфиса, а затем через Галаксиди переправиться на Пелопоннес, чтобы там подавить восстание. Именно их уверенность объясняет письмо, которое Омер Вриони написал своему старому знакомому по службе при дворе Али-паши (Али-паша Тепеленский) Андруцосу. В письме Омер обещает Андруцосу, что, если он покорится туркам, то получит в правление восточную часть Средней Греции.
Омер Вриони, как албанец, должен был лучше знать психологию греков. Афанасий Дьяк своей жертвой, также как и спартанец Леонид 23 века тому назад, вызвал у греков «филотимо» (трудно переводимое слово и понятие: благочестие, честь). Смерть Афанасия стала укором для остальных.
Получив письмо Омера, Андруцос со своим отрядом в 150 бойцов 3 мая прибыл на постоялый двор Гравья. Омер Вриони, получив информацию о прибытии Одиссея, обрадовался и решил, что Одиссей последует его предложению. Вскоре в Гравью прибыли Дьовуниотис, Панургиас и последний соратник Дьяка — Василис Бусгос, с выжившими при Аламане бойцами. Было принято решение остановить здесь турок.

## Гравья
Постоялый двор был построен из дешёвого необожжённого кирпича. Двор находился между горами Парнас и Гиона, но в долине и на абсолютно ровном месте. Все остальные сочли это недостатком, но Одиссей решил, что это преимущество, поскольку туркам негде было укрыться.

## Перед боем
8 мая в долине появились турки. Одиссей обратился к бойцам с вопросом: «Кто остаётся со мной?», — но не получил ответа. Панургиас и Дьовуниотис решили занять позиции с левого фланга, на дороге к Хломос; Космас и Кацикояннис — с правого фланга. Все они, уходя, советовали Одиссею не запираться во дворе. Вместо ответа Одиссей сорвал платок с головы: «Кто со мной, пусть присоединяется танцу». Первым к хороводному танцу присоединился его адъютант — Яннис Гурас, вторым — верный Одиссею албанец Мустафа Гекас. С каждым кругом к танцу присоединялись всё больше бойцов. 117 были готовы идти на смерть. Вместе с ними заперлись и хозяин двора, и два его помощника.

## Ход боя
Бой начался так же, как и при Аламане. Омер Вриони атаковал фланги, и после непродолжительного боя греки отступили. Остались 117, запертые в постоялом дворе, против 9 тысяч.
Омер решил, что эту «фортификацию» он возьмёт с ходу, но первая атака османских войск была отбита. Дервиши приступили к психологической подготовке турок, а Омер Вриони обещал награды, особенно знаменосцам. Началась вторая атака. Одному из знаменосцев удалось водрузить знамя на одном из углов, но атака захлебнулась. После ещё двух безуспешных атак, турки оставили на поле боя 300 человек погибшими, 800 были ранены. Но эта странная крепость оставалась неприступной. С наступлением вечера Омер Вриони послал людей в Ламию за орудиями. Осаждённые потеряли убитыми 6 бойцов, которых они тут же и закопали.

## Прорыв
Одиссею было очевидно, что это строение развалится с первыми выстрелами орудий. Дав возможность бойцам поужинать, Одиссей дал команду ослабить одну из стен, копая ножами. Ночью, держа в одной руке ружья, а в другой клинки, осажденные одновременно навалились на ослабевшую стену и с криками напали на немногочисленных полусонных турок, расположенных вокруг двора. Мало кто из турок успел и выстрелить. Рубя клинками, осажденные добрались до высоких трав и скрылись в горах.

## Последствия
Если Аламана показала, что греки знают как умирать, то Гравья показала, что они умеют и побеждать. Этот неожиданный бой поумерил оптимизм Кесе Мехмета и Омер Вриони. Вместо переправы на Пелопоннес и снятия осады с Триполи, они стали ждать прибытия крупных турецких сил, что имело большие последствия для оссажденных в Триполи турок (Осада Триполицы). Однако результат сражения считается неопределённым (несмотря на огромную разницу в потерях), так как и Андруцос, и Вриони после непродолжительного боя отступили.